# Strongylurus thoracicus
Strongylurus thoracicus är en skalbaggsart som först beskrevs av Francis Polkinghorne Pascoe 1857.  Strongylurus thoracicus ingår i släktet Strongylurus och familjen långhorningar. Inga underarter finns listade i Catalogue of Life.